# Смуглый Эдам
«Смуглый Эдам» (англ. Brown Adam, также Brown Edom; Child 98, Roud 482) — народная баллада шотландского происхождения. Фрэнсис Джеймс Чайлд в своём собрании приводит три её варианта, а также мелодию. Самая ранняя из версия взята из записей 15 баллад, продиктованных Уильяму Тайтлеру миссис Браун в 1783 году (сама рукопись была утрачена, однако сохранился список). Вариант Питера Бьюкена, по мнению ряда исследователей, искусственно расширен.
На русский язык балладу перевёл Асар Исаевич Эппель.

## Сюжет
Эдам (Адам), кузнец, вынужден (по-видимому, оказавшись вне закона), покинуть свою семью и общество. В лесу он строит дом для себя и своей возлюбленной. Однажды, когда Эдам уходит на охоту, к девушке является рыцарь, который пытается добиться её любви, сначала с помощью кольца и кошелька с золотом. Она же не желает любить никого другого, кроме своего спутника. Тогда рыцарь достаёт меч, угрожая убийством в случае неповиновения. Вернувшийся к этому времени Эдам разоружает его и отпускает восвояси, предварительно отрубив тому четыре пальца на правой руке.
Вальтер Скотт посчитал, что «Смит» является фамилией, а не занятием человека, находящегося вне закона поэтому опустил в своём издании куплет, описывающий профессию кузнеца. Кэтрин Бриггс в своём A Dictionary of British Folk-Tales in the English Language сравнивает героя этой истории с легендами о Робин Гуде и персонажами баллады «Адам Белл, Клим из Клу и Уильям из Клоудсли» (Child 116). Бертран Харрис Бронсон отмечает, что все записи баллад «об истинной любви со счастливым концом» записаны в период конца XVIII и начала XIX веков.
Датская баллада под названием «Den afhugne Haand», известная из рукописей XVI века и позднее, имеет отдалённое сходство с сюжетом «Смуглого Эдама»: известный плохими намерениями по отношению к женщинам человек не добивается благосклонности девушки и угрожает ей. Позже, встретив его в лесу, та якобы уступает ему, рассказав о расположении её спальни. Ночью мужчина появляется и вышибает дверь, однако отец девушки стоит наготове с мечом и отрубает визитёру руку.